# Суровцев, Анатолий Михеевич
Анатолий Михеевич Су́ровцев (29 мая 1935, Хромпик, Свердловская область — 13 июля 2022, Москва) — советский и российский строитель, Герой Социалистического Труда (1979).

## Биография
Анатолий Михеевич Суровцев родился 29 мая 1935 года в семье рабочих в посёлке станции Хромпик города Первоуральска Свердловской области, ныне город — административный центр городского округа Первоуральск Свердловской области.
С 1940 года вместе с семья переехал к родителям отца и матери в село Чебачье Частоозерского района Челябинской области (с 1943 года — Курганской области), с раннего возраста работал прицепщиком на тракторе в колхозе, с матерью заготавливал лес для совхоза села Пашково Петуховского района той же области.
В 1952 году окончил школу фабрично-заводского обучения № 2 (ФЗО № 2; впоследствии ГОУ НПО ПУ № 5; с 2013 года, после слияния с ПУ № 4 — Курганский техникум строительных технологий и городского хозяйства) в городе Кургане по специальности каменщика, после чего работал на стройках. С 1952 года работал бригадиром первой в регионе комплексной бригады каменщиков, участвовал в строительстве ряда объектов промышленности, социальной сферы, жилых домов. Участвовал в строительстве Курганской ТЭЦ, Курганского машиностроительного завода, Дворца строителей, жилых домов по улицам Гоголя и Коли Мяготина.
В 1954—1957 годах проходил службу в Советской Армии в Подмосковье. Во 23-й гвардейской механизированной Таманской дивизии был назначен заведующим секретным делопроизводством Политотдела дивизии, откуда демобилизовался старшиной.
С 1957 года проживал в Москве. Работал сначала на фабрике «Гознак», затем в строительном тресте № 4. Участвовал в строительстве Дворца Съездов, кинотеатра «Россия», Дворца пионеров на Ленинских горах, Библиотеки иностранной литературы. Бригада Суровцева построила более 200 крупнопанельных жилых домов в районах Москвы: Черёмушки, Строгино, Медведково, Чертаново, Крылатское.
Ездил в Германскую Демократическую Республику делиться опытом с коллегами, оттуда перенёс в СССР использование крупноразмерной плитки на домах.
С 1961 по 1966 годы вместе со своей бригадой монтажников из монтажного управления № 3 ДСК-1 строил город-спутник Зеленоград, ныне административный округ Москвы.
С 1966 года по 1983 год работал бригадиром комплексной бригады монтажного управления № 5 домостроительного комбината № 1 Гламосстроя. Бригада Суровцева построила огромное количество крупнопанельных жилых домов во всех районах Москвы. В 1977 году ему была присуждена Государственная премия СССР за «существенное повышение эффективности и качества строительных работ на основе комплексной механизации, эффективного использования техники и передового опыта».
Указом Президиума Верховного Совета СССР от 9 августа 1979 года за «выдающиеся производственные успехи, достигнутые в крупнопанельном домостроении, и высокое качество возводимых жилых домов в городе Москве» Анатолий Михеевич Суровцев был удостоен высокого звания Героя Социалистического Труда с вручением ордена Ленина и медали «Серп и Молот».
В 1980 году был избран делегатом XXVI съезда КПСС и от имени строителей выступал на съезде.
С 1983 года, в течение девяти лет работал секретарём ЦК профсоюза строителей. Курировал четыре союзных строительных министерства, всех строителей Москвы и Московской области. Отвечал по своей работе за строительство санаториев ВЦСПС, крупных строек страны, таких, как стан-2500 в городе Жданове, 5-я домна Северянка в городе Череповце Вологодской области.
В 1987 году окончил вечерний факультет Московского государственного института международных отношений по специальности «Экономист по международным экономическим отношениям».
Избирался депутатом и членом исполкома Моссовета, членом горкома КПСС, членом горкома профсоюзов строителей, председателем совета наставников молодёжи города Москвы, председателем Совета Героев Советского Союза и Социалистического Труда при фонде ветеранов строителей города Москвы.
После распада СССР занимался предпринимательством, с 2000 года был генеральным директором строительной фирмы ООО «Герстрой-С».
Проживал в Москве и активно занимался общественной деятельностью.
В 2012 году Суровцев был приглашён в Государственную Думу на форум, где выступил с докладом «Подготовка строительных рабочих кадров и качество строительства в стране».
В 2014 году из личных средств учредил три стипендии имени Анатолия Михеевича Суровцева для учащихся Курганского строительного колледжа (затем Курганского техникума строительных технологий и городского хозяйства).
Член совета Региональной общественной организации «Курганское землячество «Зауралье».
Заместитель председателя Всероссийской общественной организации «Трудовая Доблесть России».
Анатолий Михеевич Суровцев умер 30 июля 2022 года в городе Москве. Похоронен на Троекуровском кладбище Можайского района Западного административного округа города Москвы.

## Награды
- Герой Социалистического Труда, 9 августа 1979 года
  - Орден Ленина № 432627
  - Медаль «Серп и Молот» № 19219
- Орден Трудового Красного Знамени, 7 мая 1971 года
- Медали
- Лауреат Государственной премии СССР (1977 год) — за существенное повышение эффективности и качества строительных работ на основе комплексной механизации, эффективного использования техники и передового опыта
- Заслуженный строитель РСФСР, 8 января 1975 года
- Почётный строитель Москвы
- Награда Германской Демократической Республики

## Книги
- Суровцев, А. М. Культура рабочего места. — М.: Профиздат, 1978. — С. 80. — 522 130 экз.[12]
- Суровцев, А. М. Великое счастье. — М.: Моск. рабочий, 1985. — С. 272. — 8000 экз.[13]